# Coracina lineata
Coracina lineata е вид птица от семейство Campephagidae.

## Разпространение
Видът е разпространен в Австралия, Индонезия, Папуа Нова Гвинея и Соломоновите острови.